# یواس‌اس تاتناک (ای‌تی‌ای-۱۹۵)
یواس‌اس تاتناک (ای‌تی‌ای-۱۹۵) (به انگلیسی: USS Tatnuck (ATA-195)) یک کشتی است که طول آن ۱۴۳ فوت (۴۴ متر) می‌باشد. این کشتی در سال ۱۹۴۴ ساخته شد.